# Route nationale 318
Pour les articles homonymes, voir Route nationale 318 (homonymie).
La route nationale 318, ou RN 318, était une route nationale française reliant La Paix-Faite au Touquet-Paris-Plage. À la suite de la réforme de la numérotation des routes nationales, la RN 318 est devenue l'une des sections de la RN 39.

## Ancien tracé de La Paix-Faite au Touquet-Paris-Plage
Les principales communes desservies étaient :
- La Paix-Faite, commune d'Attin
- Attin
- Beutin
- Énocq
- Étaples
- Le Touquet-Paris-Plage

Dans la forêt du Touquet, le tracé original de la Nationale 318 était l'actuelle Avenue de Picardie. Il fut détourné plus au sud, sur son tracé actuel, en 1953, à l'occasion de la construction de la seconde piste de l'aéroport du Touquet-Côte-d'Opale.